# Diabolos
DIABOLOS – szósty album studyjny japońskiego artysty Gackta, wydany 21 września 2005 roku w Japonii oraz 26 października w Europie. Koncepcyjnie jest to prequel do "Moon Project" złożonego z drugiego i trzeciego albumu MOON i Crescent, a także filmu Moon Child. Album osiągnął 4 pozycję w rankingu Oricon i pozostał na listach przebojów przez 9 tygodni. Sprzedano 90 776 egzemplarzy.

## Lista utworów
Wszystkie utwory zostały skomponowane i napisane przez Gackt C.
| Nr  | Tytuł | Aranżacja           | Czas |
| --- | --- | ------------------- | ---- |
| 1.  | "Misty" | Gackt.C, chachamaru | 2:18 |
| 2.  | "Farewell" | Gackt.C, chachamaru | 4:28 |
| 3.  | "Noesis" | Gackt.C, chachamaru | 5:50 |
| 4.  | "Ash" | Gackt.C, chachamaru | 4:32 |
| 5.  | "Metamorphoze" | Gackt.C, chachamaru | 3:40 |
| 6.  | "Dispar" | Gackt.C, chachamaru | 3:27 |
| 7.  | "Future" | Gackt.C, chachamaru | 4:48 |
| 8.  | "Black Stone" | Gackt.C, chachamaru | 3:14 |
| 9.  | "Storm" | Gackt.C, chachamaru | 3:41 |
| 10. | "Road" | Gackt.C, chachamaru | 5:06 |
| 11. | "Todokanai ai to shitteita no ni osaekirezu ni aishitsuzuketa..." (jap. 届カナイ愛ト知ッテイタノニ抑エキレズニ愛シ続ケタ…) | Gackt.C, chachamaru | 4:38 |

## Album credits
| - Wokal, fortepian: Gackt - Gitara: You, Yukihiro “chachamaru” Fujimura - Perkusja: Ryū, Toshiyuki Sugino - Gitara basowa: Ju-ken - Keyboard & aranżacja orkiestrowa: Shusei Tsukamoto - Instrumenty smyczkowe: Gen Ittetsu, Masami Horisawa | - Producent: Gackt - Współproducent: Yukihiro “chachamaru” Fujimura - Producent wykonawczy: Tomonari Sato (Nippon Crown), You Harada (Museum Museum) - Recorded & Mixed: Motonari Matsumoto - Asystent Inżyniera: Masahiro Shinlo (Warner Music Recording Studio), Yoshinari Adachi (WestSide), Katsuyuki Abe (WestSide) - Koordynator nagrywania: Maki Iida (Starboard Music) - Inżynier masteringu: Yoichi Aikawa (Rolling Sound Mastering Stuio) - Zarządzanie: Museum Museum - Kierownictwo artystyczne, projekt: Jun Misaki - Fotograf: Kenji Tsukagoshi |